# اللغة البولندية
اللغة البولندية أو البولونية (Język polski أو polszczyzna) هي إحدى اللغات اللختية المنتمية بدورها إلى عائلة لغوية أكبر هي اللغات السلافية الغربية المنتشرة في وسط أوروبا؛ خصوصاً في بولندا، حيث تعد اللغة البولندية اللغة الرسمية فيها، كما أنّها إحدى اللغات الرسمية للاتحاد الأوروبي.

## الأبجدية
على العكس من كثير من اللغات السلافية التي تكتب بالأبجدية السيريلية؛ تُكتب اللغة البولندية بالأبجدية اللاتينية، مع إضافة تسعة حروف مميزة تحمل فوقها وتحتها علامات تشكيلية، تُكَوِّن الأبجدية البولندية. ويوضّح هذا الجدول الحروف الإضافية في الأبجدية البولندية:
| Ż | Ź | Ó | Ś | Ń | Ł | Ę | Ć | Ą |
| Ż | Ź | Ó | Ś | ń | ł | ę | ć | ą |

كما أن هنالك ثلاثة أحرف لا تستعمل في البولندية وهي: (Xx, Vv, Qq)
- تحتوي هذه اللغة على 7 أحرف مركبة كأنها حرف واحد مثل "th" بالإنجليزية وهم:"ch", "cz", "dz", "dź", "dż", "rz", "sz".

## النحو
تُصنف الكلمات في البولندية إلى تسعة حالات، واللغة البولندية إحدى أصعب اللغات في العالم، حيث أن الاستثنائات أكثر من القواعد في نحوها.